# Josh Prenot

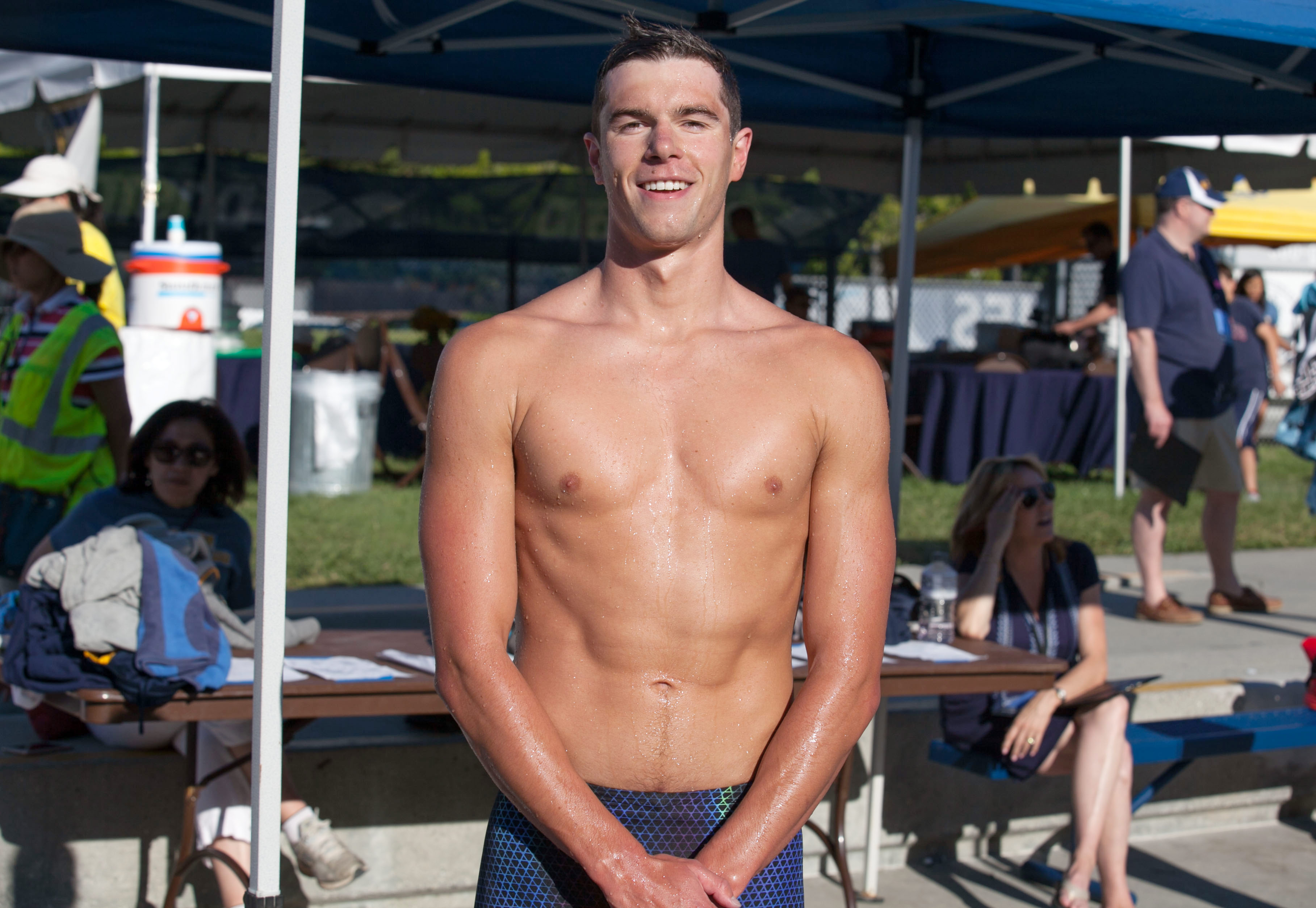
Josh Prenot 2016 in Santa Clara

Joshua „Josh“ Caleb Prenot (* 28. Juli 1993 in Sedalia, Missouri) ist ein ehemaliger Schwimmer aus den Vereinigten Staaten. Er erhielt 2016 eine olympische Silbermedaille. Bei Weltmeisterschaften erschwamm er einmal Silber auf der 25-Meter-Bahn.

## Sportliche Karriere
Josh Prenot wuchs in Santa Maria, Kalifornien auf und schwamm für den Santa Maria Swim Club. Von 2012 bis 2016 besuchte er die University of California, Berkeley und schwamm für deren Sportteam, die Golden Bears. Nach seiner Graduierung in Physik setzte er seine Karriere bis 2021 als Profi fort.
Bei den Juniorenweltmeisterschaften 2011 erreichte Prenot dreimal den Endlauf. Er wurde Fünfte über 200 Meter Lagen, Sechster über 200 Meter Brust und Vierter über 400 Meter Lagen. Drei Jahre später wurde er bei den Pan Pacific Swimming Championships 2014 in Gold Coast Vierter über 200 Meter Brust. Bei der Universiade 2015 in Gwangju gewann Prenot die Titel über 200 Meter Lagen und über 200 Meter Brust. Über 400 Meter Lagen wurde er Zweiter hinter seinem Landsmann Jay Litherland.
2016 bei den Olympischen Spielen in Rio de Janeiro war Prenot nur über 200 Meter Brust qualifiziert. In den Vorläufen war er Zehnter im Halbfinale schwamm er die drittschnellste Zeit. Im Finale siegte der Achtschnellste des Halbfinales, der Kasache Dmitri Balandin, mit 0,07 Sekunden Vorsprung vor Josh Prenot, der seinerseits 0,17 Sekunden vor dem Russen Anton Tschupkow anschlug. Ende des Jahres nahm Prenot an den Kurzbahnweltmeisterschaften 2016 im kanadischen Windsor teil. Über 200 Meter Lagen wurde er Vierter mit 0,02 Sekunden Rückstand auf Bronze. Über 200 Meter Brust belegte er den fünften Platz. Über 400 Meter Lagen wurde er Vierter mit 0,38 Sekunden Rückstand auf den Drittplatzierten. Mit der 4-mal-100-Meter-Lagenstaffel schwamm Prenot die viertbeste Vorlaufzeit, im Finale wurde die Staffel disqualifiziert.
Bei den Pan Pacific Swimming Championships 2018 belegte Prenot den fünften Platz über 200 Meter Brust. Ebenfalls Fünfter über 200 Meter Brust wurde Prenot bei den Kurzbahnweltmeisterschaften 2018 in Hangzhou. Über 200 Meter Lagen gewann er die Silbermedaille mit über anderthalb Sekunden Rückstand auf den Chinesen Wang Shun und 0,04 Sekunden Vorsprung vor dem Japaner Hiromasa Fujimori. 2019 bei den Weltmeisterschaften in Gwangju schied Prenot im Halbfinale über 200 Meter Brust aus. Prenot beendete seine Laufbahn, nachdem er sich nicht für die Olympischen Spiele in Tokio qualifizieren konnte.